# 2019年世界水泳選手権スリランカ選手団
2019年世界水泳選手権スリランカ選手団は、2019年7月12日から7月28日にかけて韓国の光州で開催された第18回世界水泳選手権のスリランカ選手団、およびその競技結果。

## 選手団
- 人員: 選手 3人

## 選手名簿・結果
| 選手               | 種目               | 予選      | 予選 | 準決勝   | 準決勝   | 決勝     | 決勝     |
| 選手               | 種目               | 結果      | 順位 | 結果     | 順位     | 結果     | 順位     |
| ------------------ | ------------------ | --------- | ---- | -------- | -------- | -------- | -------- |
| ディムス・ペイリス | 男子50m背泳ぎ      | 27秒18    | 55位 | 予選敗退 | 予選敗退 | 予選敗退 | 予選敗退 |
| ディムス・ペイリス | 男子100m背泳ぎ     | 59秒62    | 54位 | 予選敗退 | 予選敗退 | 予選敗退 | 予選敗退 |
| アニカ・ガフォール | 女子50mバタフライ  | 30秒36    | 49位 | 予選敗退 | 予選敗退 | 予選敗退 | 予選敗退 |
| アニカ・ガフォール | 女子100mバタフライ | 1分12秒63 | 49位 | 予選敗退 | 予選敗退 | 予選敗退 | 予選敗退 |
| キミコ・ラヒーム   | 女子50m自由形      | 27秒56    | 57位 | 予選敗退 | 予選敗退 | 予選敗退 | 予選敗退 |
| キミコ・ラヒーム   | 女子100m背泳ぎ     | 1分06秒52 | 50位 | 予選敗退 | 予選敗退 | 予選敗退 | 予選敗退 |